# Elena Damiani
Elena Damiani  (Lima, Perú, 1979) es una artista peruana que estudio Arquitectura en la Universidad de Ciencias Aplicadas, para luego graduarse en Artes Plásticas en la Escuela Superior de Bellas Artes Corriente Alterna en el 2005. En el 2010 recibió su Maestría en Bellas Artes en Goldsmiths College, Londres y que actualmente vive y radica en Copenhague. 

## Biografía
En su investigación de más de una década Elena Damiani se ha dejado guiar por intereses críticos relacionados al entendimiento del presente a través de una mirada al pasado y a la capacidad evocativa de las imágenes para resonar y desencadenar un universo de asociaciones en la memoria colectiva. Damiani procedió reutilizando objetos y material encontrado mediante collages, esculturas, instalaciones y video.  Su investigación recurre a la geología, arqueología y cartografía para explorar formas de fragmentación y reinterpretación de material documentado y racionalizado por la ciencia que estudian la composición, evolución e historia de la Tierra.  Con esta diversidad de medios ella reinterpreta estadios naturales y sus procesos generativos presentándolos como espacios incompletos y ambiguos en donde se fusionan múltiples tiempos y topografías.
Su trabajo ha sido presentado en el Centro de Creación Contemporánea de Andalucía C3A (2022), Dhaka Art Summit (2020), DePaul Art Museum (2020), MOCO Montpellier Contemporain (2020), Museu Coleção Berardo, Lisboa (2019), la Galleria Nazionale d’Arte Moderna, Roma (2019), la Bienal de Gwangju (2016), Museo Amparo (Puebla, 2016), MUAC Museo Universitario Arte Contemporáneo (México DF, 2015), la Trienal Poli/Gráfica de San Juan (2015), Bienal de Viena (2015), Bienal de Venecia (2015), BIM/ Bienal de la Imagen y Movimiento (2014), Bienal de Mercosul (2013), Garage Museum of Contemporary Art (Moscow, 2015), MOCAD (Detroit, 2015), Americas Society (Nueva York, 2014), Museo Tamayo (México DF, 2013), MAC Museo de Arte Contemporáneo (Lima, 2013), Government Art Collection (Londres, 2012), Museo de Bellas Artes de Valencia (2009), MAMBA Museo de Arte Moderno de Buenos Aires (2007), IVAM Instituto Valenciano de Arte Moderno (Valencia, 2007), Kunstmuseum (Bonn, 2006).
Su obra se encuentra en colecciones internacionales como la del MoMA The Museum of Modern Art, MALI Museo de Arte de Lima, Galleria Nazionale d’Arte Moderna, Thyssen-Bornemisza Art Contemporary Collection, Art Jameel Collection, Colección Patricia Phelps de Cisneros, Museo Tamayo, PAMM Perez Art Museum Miami, Kadist Art Foundation, Cisneros Fontanals Art Foundation, Kamel Lazaar Foundation, Schoepflin Foundation, y FOLA Fototeca Latinoamericana. Actualmente vive y trabaja en Lima.

## Obra

### Exhibiciones individuales
- 2022 - Ensayos de lo sólido, curaduría de Nicolás Gómez Echeverri, MAC Museo de Arte Contemporáneo de Lima
- 2020 - Fading field N14, Galerie Nordenhake Focus, Estocolmo
- 2019 - Círculos Máximos, Galerie Nordenhake, Ciudad de México
- 2019 - Cuando el polvo se levanta, Revólver Galería, Buenos Aires
- 2017 - In the Box: Elena Damiani's Dust Tail, Chrysler Museum of Art, Virginia
- 2016 - Flow Structures, Francesca Minini, Milán
- 2016 - Impact Structures, Galerie Nordenhake, Estocolmo
- 2016 - Testigos: un catálogo de fragmentos, MUAC Museo Amparo, Puebla
- 2015 - Testigos: un catálogo de fragmentos, MUAC Museo Universitario Arte Contemporáneo, Ciudad de México
- 2014 - Excavaciones, ARCO Solo Projects, Madrid
- 2013 - Laboratorium Solo Projects, ArtBO, curadoría de José Roca, Bogotá
- 2013 - All the Pieces, Back Together, Elena Damiani - Frauke Dannert, Selma Feriani Gallery, Londres
- 2013 - La Chambre, Elena Damiani - Steven Baelen, Elaine Levy Project, Bruselas
- 2013 - U-Turn Project Rooms, ArteBA, curaduría de Abaseh Mirvali, Buenos Aires
- 2012 - La Historia Se Descompone En Imágenes, No En Historias, Revólver Galería, Lima
- 2011 - Elena Damiani - Alois Godinat, Elaine Levy Projects, Bruselas
- 2011 - The Second Treasury of Stanleth, Selma Feriani Gallery, Londres
- 2011 - Vanishing Point Vantage Point, Elena Damiani - Magali Lefebvre, Dohyang Lee Galerie, Paris
- 2007 - Sites, Galería Vértice, Lima
- 2005 - Prints and Motion, 1.ª. Bienal Internacional de Grabado, Escuela Superior de Bellas Artes Corriente Alterna, Lima
- 2005 - Geo, Elena Damiani - Iliana Scheggia, Sala Luis Miró Quesada Garland, Lima
- 2003 - Moción animal, Espacio La Culpable, Lima

### Exhibiciones colectivas
2022
- Imperios de lo Plural: Una muestra de la Colección Fundación De Arte Cisneros Fontanals, curaduría de Jesus Fuenmayor, Museo de Arte Zapopan, Guadalajara (próxima)
- Itinerarios Del Presente. 25 Años De Pasaporte Para Un Artista, Curaduría de Giuliana Vidarte, MAC Museo de Arte Contemporáneo de Lima
- To Light Shadow and Dust, Galerie Nordenhake, Berlin
- High Priestess, Revólver Galería, Lima
- Futuros abundantes / Abundant Futures. Obras de la Colección TBA21, curaduría de Daniela Zyman, Centro de Creación Contemporánea de Andalucía (C3A), Córdoba
- Horizons – Latitudes, Horizontality and the Possible Futures, The Kadist Video Library, Part 1, curaduría de Shona Mei Findlay, Singapore Art Week

2021
- Tres Días De Visualidad Contemporánea Peruana, curaduría de David Flores Hora, ArtLima Premieres
- En esta vida hay otra vida, curaduría de Sofia Lanusse, Galería Albarrán-Bourdais, Madrid
- Imperios de lo Plural: Una muestra de la Colección Fundación De Arte Cisneros Fontanals, curaduría de Jesus Fuenmayor, Harn Museum of Art, Florida
- Here, We Breathe, A4 x KADIST Special Screening, A4 Art Museum Chengdu, China
- Enterrar los pies en el paisaje, Kadist x Museo Cabañas, curaduría de Lorena Peña Brito, Museo Cabañas, Guadalajara

2020
- Puro e disposto a salire a le stele, Galleria Massimo Minini, Brescia
- Unstable Horizon, curaduría de Verana Codina, CIAC The Isabel and Agustín Coppel Collection, Ciudad de México
- Vir em favor da pedra, curaduría de Ana Rito & Hugo Barata, UmbigoLAB exhibición online
- Selected works, Galerie Nordenhake, Estocolmo
- 52proposalsforthe20s, curaduría de Maria Lind, Proyecto en Instagram
- The World To Come: Art In The Age Of The Anthropocene, DePaul Art Museum, Chicago
- MECARÕ. Amazonia in the Petitgas Collection, curaduría de Vincent Honoré, Anna Kerekes and Jacqueline Kok, MO.CO. Hôtel des collections, Montpellier
- Dhaka Art Summit 2020 Seismic Movements, curaduría de Diana Campbell Betancourt, Shilpakala Academy, Dhaka
- NON-SPACE, curaduría de Silvana Lagos, Revólver, Lima

2019
- Museum of Modern Art and Western Antiquities, Section II Department of Carving and Modeling: Form and Volume, curaduría de Jens Hoffmann, Cristina Guerra Contemporary Art, Lisboa
- Constellations: a choreography of minimal gestures, curaduría de Ana Rito & Hugo Barata, Museu Coleção Berardo, Lisboa
- Screen Acts: Women In Film And Video, San Jose Museum of Art, California
- Entre a Forma e o Conceito, Anexo da Galeria Luisa Strina, Sao Paulo
- PeruenARCO y CIFO presentan: Sincrónicas. Horizontes Del Arte Contemporáneo Peruano Desde El Coleccionismo, curaduría de Max Hernández Calvo, El Instante Fundación, Madrid
- Estratos de un paisaje, curaduría de Alejandro Castellote, Casa de las Américas, Madrid
- Vídeo Translaciones: Miradas X Espacios: Programa de video, Centro Cultural Conde Duque, Madrid
- Lengua bárbara, Galería Casado Santapau, Madrid
- O.pus / I, organizado por Atra Form Studio, Basalta, México DF
- Portadores De Sentido: Arte Contemporáneo de La Colección Patricia Phelps De Cisneros, curaduría de Sofia Hernandez Chong Cuy, Museo Amparo, Puebla
- Joint is Out of Time, curaduría de Saretto Cincinelli and Bettina Della Casa, Galleria Nazionale d’Arte Moderna, Roma

2018
- Some people believe the Sun used to be yellow, curaduría de Borbala Soos, Trafo Gallery, Budapest
- Plural Domains - Selected works from the CIFO Collection como parte de la Bienal de Cuenca 2018, curaduría de Jesus Fuenmayor, Cuenca
- Double Takes: Historic and Contemporary Film + Video, curaduría de A. Will Brown and Joseph del Pesco, Museum of Contemporary Art (moCa) Cleveland
- Después de la finitud, una selección de Elena Damiani, Nordenhake MX, Ciudad de México
- The World to Come: Art in the Age of the Anthropocene, curaduría de Kerry-Oliver-Smith, Harn Museum of Art, Gainsville
- Older than Satan, 10mo Aniversario Revolver Galeria, Galeria German Krüger ICPNA Cultural, Lima
- Copy, Translate, Repeat: Contemporary Art From The Colección Patricia Phelps De Cisneros, Hunter College Art Galleries, NuevaYork

2017
- On the Thresholds of Knowledge, Skissernas Museum en colaboración con Lund University, Lund
- The Structure, Revolver Galeria, Buenos Aires
- Azul da Estrela, curaduría de Paola Borghii, Baro Galeria, Sao Paulo
- Super Nova, Revólver Galería, Lima
- Próxima parada. Artistas peruanos en la Colección Hochschild, curaduría de Octavio Zaya, Sala Alcalá 31, Madrid

2016
- Electic Blue (screening), curaduría de M.P do Pontes & Benjamin Orlow, Galeria Vermehlo, Sao Paulo
- XIII Bienal de Cuenca, Cuenca. Impermanencia. La mutacion del arte en una sociedad materialista, curaduría de Dan Cameron, Cuenca
- Invideo 2016 – 26va Exhibición Internacional de Video y Cinema Expandido. Videoarte Peruano curaduría de Angie Bonino y José-Carlos Mariátegui, Milán
- Liquid Sensibilities, Grants & Commissions Program, Cisneros Fontanals Art Foundation CIFO, Miami
- 11th Bienal de Gwangju, The Eighth Climate (What Does Art Do?), curaduría de Maria Lind, Gwangju, Corea del Sur
- Everyday Alchemy, Von Bartha Showroom, Basel
- Entender el mundo sin palabras, Jan Mulder Photographic Collection, curaduría de Jorge Villacorta and Stefano Klima, Sala de Arte Moderno SAM, Lima
- Mais é Menos, Baró Jardins, Sao Paulo
- metadATA. 20 años de Cultura, curaduría de Alta Tecnología Andina (ATA) Arte y Tecnología, CC Ricardo Palma, Lima

2015
- Was it a car or a cat I saw, curaduría de Vladimir Vidmar, Škuc Gallery, Ljubljana
- 4taTrienal Poli-Gráfica de San Juan, América Latina y el Caribe, Imágenes desplazadas/Imágenes en el Espacio, curaduría de Gerardo Mosquera, Alexia Tala, Vanessa Hernandez, San Juan
- Ocho ensayos de aproximación a la realidad peruana, FOLA Fototeca Latinoamericana, Buenos Aires
- United States of Latin America, curaduría de Jens Hoffmann y Pablo León de la Barra, MOCAD Museum of Contemporary Art Detroit, Detroit, MI
- The Devil is in the details, curaduría de Jesus Fuenmayor, KaBe Contemporary, Miami
- En y Entre Geografías, curaduría de Emiliano Valdés, MAMM Museo Arte Moderno de Medellín, Medellín
- Project 35: The Last Act, Garage Museum of Contemporary Art, Moscú
- Future Light: Escaping Transparency, curaduría de Maria Lind, Vienna Biennale, MAK Museum of Applied Arts, Viena
- 56va Exhibición Internacional de Arte de la Bienal de Venecia, All the World’s Futures, curaduría de Okwui Enwezor, Venecia
- THEOREM, You Simply Destroy the Image I Always Had of Myself, curaduría Octavio Zaya, Mana Contemporary, New Jersey
- Akakor, curaduría de Kiki Mazzucchelli & Maria do Carmo M. P. de Pontes, Baró Galeria, Sao Paulo
- Siempre el Horizonte, curaduría de Iciar Sagarminaga, Galería Max Estrella, Madrid
- Building Imaginary Bridges Across Hard Ground, curaduría de Luiza Teixeira de Freitas, Marker 2015, Dubái
- Branco e Preto, curaduría de João Azinheiro, Baro Galeria, Sao Paulo

2014
- Video arte peruano del último quinquenio, una mirada desde las artes visuales, BIM Bienal de la Imagen y Movimiento, Alianza Francesa, Buenos Aires
- Spatial Acts: Americas Society Commissions Art, curaduría de Gabriela Rangel, Americas Society, Nueva York
- Arte para +arte, FLORA ars+natura, Sala de exposiciones sede de Chapinero de la Cámara de Comercio, Bogotá
- A Journey to Avebury, KARST, Plymouth
- Concreto/Concreto Plano Piloto, curaduría de Julieta Gonzalez y Pablo León de la Barra, ArtRio Solo Projects, Río de Janeiro
- Image Chain Project, curaduría Luiza Teixeira de Freitas & Thom O’nions, The Mews, Londres
- Idea of Fracture - Opinione Latina P.2, curaduría de Jacopo Crivelli, Galería Francesca Minini, Milán
- Revólver Cajamarca, Revólver Galería, Lima
- Dans Cinquante Ans D’ici, curaduría de Niekolaas Lekeerkerk, Les Territoires, Montreal
- Project 35 Volume 2, Independent Curators International, Microwave International New Media Arts Festival, Hong Kong; La Quiñonera, Coyoacán, Mexico City; The Stamp Gallery, University of Maryland, College Park, MD; London Gallery West, University of Westminster, London; DeVos Art Museum, Northern Michigan University, Marquette, MI; Messy Sky / Cloud, Bangkok; Richard E. Peeler Art Center, Greencastle, IN; Robert Morris University Art Gallery, Pittsburgh, PA; The College of Wooster Art Museum, Wooster, OH; Future Perfect, Singapore; Ne’ - Na Contemporary Art Space, Chiang Mai; Sri Lanka Archive of Contemporary Art, Architecture & Design, Jaffna; Acadia University, Wolfville; Platform3, Bandung

2013
- 9.ª Bienal do Mercosul, Si el tiempo lo permite, curaduría de Sofia Hernandez Chong Cuy, Porto Alegre
- Project 35 Volume 2, Independent Curators International, Readytex Art Gallery, Paramaribo; Centro de Fotografía, Montevideo; ZCAC (Zoma Contemporary Art Center), Addis Ababa; Alice Yard, Port of Spain; NLS, Kingston; Fresh Milk, St. George; Künstlerhaus Stuttgart, Stuttgart; VCUarts Anderson Gallery, Richmond, VA; Art Gallery of Windsor, Windsor
- Materia Prima, curaduría de María del Carmen Carrión, Centro de Arte Contemporáneo, Quito
- Ciclorama, curaduría de Andrea Torreblanca, Museo Tamayo, México DF
- Video Arte Peruano Contemporáneo, curaduría de Jose Carlos Mariátegui, MAC Museo de Arte Contemporáneo, Lima
- The Cinema, curaduría de Katerina Gregos, Art Brussels Cinema, Bruselas
- An undelivered postcard from the end of the world, AAF Battersea, Londres
- Bajo el Sol de la Muerte, Galería Espacio Mínimo, Madrid

2012
- How to Solve Problems In The Office, Trade Gallery, Nottingham
- Project 35 Volume 2, Independent Curators International, SH Contemporary, Shanghai
- The Unethical Anthropologist, curaduría de Erica Shiozaki, Fold Gallery, Londres
- Accidental Purpose, online project, QUAD, Derby
- Culturas en tránsito. Panorámica del videoarte en Perú, curaduría de María del Carmen Carrión, CCE, Santiago y Montevideo
- Sleeping Upright presents Reception Area, Nottingham
- Días negros, Revólver Galería, Lima
- In Forward Reverse, Schwartz Gallery, Londres
- Reading Complex Act IV: Sans Titre, Government Art Collection, Londres
- Revólver Galería, Nueveochenta Arte Contemporáneo, Bogotá
- BCC Cologne Contemporaries, Colonia
- Back to the future, Breese Little Gallery, Londres
- P’s Correspondence, Selma Feriani Gallery, Londres
- Inside the Whale, FaMa Gallery, Verona

2011
- Cutting Edge Women, Verbeke Foundation, Collage Museum, Stekene
- Materia Prima, 8th Biennale do Porto Alegre, Continentes - Atelier Subterranea, Porto Alegre
- Ciudadano expandido el futuro es hoy, Centro Fundación Telefónica, Lima
- Mind over matter, Mind, Londres
- Difracción, Arroniz Arte Contemporáneo, Ciudad de México
- Site of Flesh and Stone, Simotas Binasi, Estambul
- On the Brink, SW1 Gallery, Londres

2010
- Show One, Art First Gallery, Londres
- Mash-Up Arte de choque y fuga, Centro Cultural de España, Lima
- 24 imágenes por segundo, 14.º Festival Anual de Cine Latinoamericano, Galería CCPUCP, Lima
- The Dictionary of Received Ideas, Londres
- Goldsmiths MFA Degree Show, Goldsmiths College, Londres
- Videografías de Perú, Fundación Hispánica Alianza, Madrid
- Des-habitables, Bienal de Arquitectura de Medellín, Centro Cultural de España, Medellín y Lima
- Video Arte Peruano II, Centro Cultural de España, Lima
- Pause and Eject 2, Shoreditch Town Hall, Londres
- Photo shop, Galería Vértice, Lima

2009
- KNSTHS FMR # 2, YBL Palace, Budapest
- Des-habitables, Espacio OTR, Madrid
- Pause and Eject, Rag Factory, Londres
- Peruvian Video Art, The Portable Gallery, Embajada del Perú, Londres
- Tránsito al Paraíso. Imaginarios de la Migración, Galería Vértice, Lima
- Nostalgia de futuro, Homenaje a Josep Renau, Museo de Bellas Artes, Valencia

2008
- La generación del espectáculo: Arte Peruano Contemporáneo, Galería Kiosko, Santa Cruz
- 1er Festival Iberoamericano de Videoarte de Lima, Centro Cultural de España, Lima
- Pasaporte para un Artista, 10 años después, Sala Luis Miró Quesada Garland, Lima
- Intervención pública en Ovalo Gutierrez, Semana del Arte, Galería Vértice, Lima
- Retrovanguardia, 2da. Bienal de Grabado, Escuela Superior  de Bellas Artes Corriente Alterna, Lima
- La construcción del lugar común, Proyecto de intervención, MAC Museo de Arte Contemporáneo, Lima

2007
- Reencuentros 2, 2do Lustro de artistas egresados, Escuela Superior  de Bellas Artes Corriente Alterna, Lima
- Ultramar, Videoarte Hispanoamericano, Institutos Cervantes de Brasilia, Río de Janeiro, Salvador de Bahía y Sao Paulo
- Godard, Centro Cultural de España, Lima
- Zona de desplazamientos, Video Arte Peruano Contemporáneo, MAMBA Museo de Arte Moderno, Buenos Aires
- Las Ciudades Invisibles, Semana de la Arquitectura de los Colegios de Arquitectos de la Comunidad Valenciana, Espacio Fundación Telefónica, Centro Cultural de España, Valencia, Buenos Aires y Córdoba
- Miradas de Mujer, Video-artistas Iberoamericanas, Centro Cultural de España, Centro Cultural General San Martín en Buenos Aires (Festival Cultura y Media), Montevideo y Buenos Aires
- 2do Ciclo de Video Arte Latinoamericano, IVAM Instituto Valenciano de Arte Moderno, Valencia

2006
- XII Canariasmediafest, International Arts and Digital Cultures Festival of Gran Canaria, Las Palmas de Gran Canaria
- Pasaporte para un Artista, 9th Concurso de Artes Visuales, PUCP, Lima
- Omnívoros 2, VAE10 Festival Internacional de Video / Arte / Electrónica, Centro Cultural de España, Lima
- 3 Escuelas. Tres, Sala de Arte Felipe Cossio del Pomar, Lima
- Videokunst aus Sudamerika, Bonn Videonale, Kunstmuseum, Bonn
- Pintura Fresca, Centro Cultural Británico / Galería John Harriman, Lima

2005
- VAE9, Festival Internacional de Video / Arte / Electrónica, Centro Cultural de España, Lima
- Experimenta Colombia, Festival Latino Americano de Artes Electrónicas, Bogotá
- Arte Joven, Galería Praxis, Lima
- Aproximaciones a lo cotidiano, Galería Enlace Sur, Lima
- Inmaterial, Centro Cultural Británico / Galería John Harriman, Lima

2004
- 2do Concurso Peruano de Video y Artes Electrónicas, Centro Cultural de España, Lima
- Plataforma, Festival de Arte Contemporáneo, Casa Moreira, Lima
- VideoZone2, Bienal Internacional de Video Arte, Tel Aviv

## Reconocimientos
- En el 2016 recibió el premio a artista emergente del Programa Becas y Comisiones de la Cisneros Fontanals Art Foundation.
- Elena Damani fue premiada por la Commission for a permanent site-specific installation at the Americas Society’s David Rockefeller Atrium in New York en 2014.
- Recibió la mención especial por la creación de un video por el festival Internacional de arte y cultura digital de Gran Canaria en 2006
- Obtuvo el segundo lugar al premio French-Peruvian Contest por el Visual Arts Pasaporte para un Artista en 2006
- En 2010 recibió el "Masters in Fine Arts" del Colegio Goldsmiths, de la Universidad de Londres.
- the Gold and Silver de la Escuela Superior de Bellas Artes Corriente Alterna en 2005
- El premio de producción en el segundo concurso peruano de video y artes electrónicas.